# Алгабас (Жанасемейский район)
Алгабас (каз. Алғабас) — село в Жанасемейском районе Абайской области Казахстана. Административный центр Алгабасского сельского округа. Код КАТО — 632839100.

## Население
В 1999 году население села составляло 944 человека (497 мужчин и 447 женщин). По данным переписи 2009 года, в селе проживало 999 человек (491 мужчина и 508 женщин).